# Aulacaspis kadsurae
Aulacaspis kadsurae är en insektsart som beskrevs av Sadao Takagi och Kawai 1966. Aulacaspis kadsurae ingår i släktet Aulacaspis och familjen pansarsköldlöss. Inga underarter finns listade i Catalogue of Life.